# Вац
Вац (мађ. Vác) је град у централном делу Мађарске, у Пештанској жупанији осми је по величини а налази се на 34 km од Будимпеште. Вац има око 33 хиљада становника. Ранији називи Ваца су били Вац (Vacz) и Вач (Vacs).

## Локација
Град Вац се налази на 34 km од Будимпеште, на левој обали Дунава, на месту где река почиње да скреће ка југу. Град лежи на у подножју планине Насаљ (Naszály), који је део планинских венаца Карпата.

## Вац данас
Вац је данас комерцијални и летњи излетнички центар за становнике главног града. Катедрала у Вацу је саграђена у периоду од 1761. до 1777. године и као модел је ослужила Базилика светог Петра у Риму.
Епископска палата је претворена у музеј где су изложени римски и средњовековни уметнички предмети.
Град је такође познат по тријумфалној капији и центру града који је изграђен у барокном стилу. Тријумфална капија је изграђена 1764. године у част Марије Терезије која је посетила град.

## Историја
Најстарији остаци града потичу из времена старог Рима. У 9. веку дотле се простирала рана бугарска држава. Гранично место "Вацов" помиње се у документу из 813. године.
Епископија је из времена Мађарске краљевине.
Град је заузет од стране Турака 1541. године. Током битака који су избијали између Турака и Хабзбурговаца у два наврата Аустрија је победила Турке код Ваца 1597. и 1684. године. Дефинитивно су отерани Турци из Ваца и околине 1686. године.
Чувена злогласна тамница у Вацу основана је 1856. године да би у њој робијали сви православни кажњеници из целе Угарске. До 1874. године кроз њу је прошло 280 Срба. Стеван В. Поповић српски политичар који је због уредничке одговорности у новосадској "Застави" био сакциониран, добио је након одробијаних 18. месеци затвора, надимак Вацки.

## Становништво
По процени из 2017. у граду је живело 32.741 становника.
| 1990.  | 2001.  | 2011.  | 2017.  |
| ------ | ------ | ------ | ------ |
| 34.015 | 34.085 | 33.831 | 32.741 |

### Етничка
- Мађари : 94,9%
- Роми : 1,3%
- Немци : 0,5%
- Румуни : 0,1%
- Словаци : 0,5%
- Украјинци : 0,1%
- Остали: 4,5%

### Подела по религији
- римокатолици: 59,4%
- Калвинисти: 9,3%
- Лутерани: 3,1%
- гркокатолици: 0,7%
- Остали: 1,4%
- Атеисти: 14,4%
- Неиопредељени: 11,5%

По попису из 1910. подела по религијској основи је била следећа:
- римокатолици: 76,3%
- Јевреји: 11,2%
- Калвинисти: 8,3%
- Лутерани: 2,8%
- Остали: 1,4%

## Срби у Вацу
Град Вац на северу Мађарске, Србима асоцира две ствари: на стару нижу гимназију, коју су у своје време похађали многи Срби, и као друго, на тамновање српског вође, народњака Светозара Милетића у тамошњој казниони. Али треба рећи да је Вац био један у низу градова где се доселио "цвет" српске нације, народа који је пребегао у аустријску царевину, предвођен Патријархом Чарнојевићем. Аустријски војсковођа Карло од Лотрингије је 1684. године преотео Вац од Турака, а затим "корак по корак" дотерао Османлије у Пешту и Будим, где је град заточио 1686. године. Срби ће ту доћи и населити се 1690. године. Али на злу срећу у Вацу је био јак католички центар, где је столовао злогласни бискуп Колонић, који се показао горим од турских паша. Срби у Вацу су врло рано, као и у другим градовима на северу државе, попут Ђура, Коморана, Острогона изгубили прво веру предачку православну, а потом и језик и на крају национални српски идентитет. Вац је био место где је утицај државе и католичке цркве био најјачи - ту се под безочним поступцима масовно "духовника" прелазило у "Унију" са католицима. И поред тога Срби су се одржали дуго, али као малобројна група губили су наду и веру да им ту има живота и опстанка.
По државном шематизму православног клира у Угарској из 1846. године, у парохији Вац, православно парохијско звање и црквене матичне књиге се воде од 1779. године. Постоји 1846. године православни храм посвећен Св. Николи, грађен 1792. године. У парохији је те године само 48 православних верника, са парохом поп Петром Петровићем, а филијала парохијска је Вереш-Уђхаз (о којој нема података). За школу има дораслих једва пет ученика.
Професор Витковић је забележио да је број становника Срба у Вацу 1847. године износио 48 душа, а две деценије касније 1867. године њихов број је десет пута смањен и има их само четири. У месту су у 18. и 19. биле две парохије, некад врло богате па посустале. Забележен је 1826. године као администратор парохије поп Теодор Теодоровић. Иако сиромашна српска црквена општина у Вацу, претплатила се 1846—1847. године за "Српски летопис", матичин часопис. Набавио је 1870. године Вукову књигу српских народних приповедака, парох вацки поп Григорије Амиџић. Када су српски професори Михаило Валтровић и Драгиша Милутиновић 1885. године застали, путујући возом у Вацу, сагледали су сву трагику српског постојања у том месту. Постојале се две црквене општине тада у Вацу, обавештени извештач их је назвао: "једна тужна, а друга сужна". Мислило се да је она "тужна" која се налазила око мале српске православне цркве. Поред цркве је била кућа, у којој је наводно живео једини - један Србин домаћин, који је био све за ту цркву: и њен председник, и тутор, и црквењак, и верник. Друга општина, она "сужна" била је организована на крају града око државног затвора, у којем су били "сужњи" сви православци кривци из Угарске, највише Срби и Румуни. Свештеник у њој је имао пре свега посао да опслужује затворенике своје вере. Државна тамница се градила 1856. године за 1000 кажњеника, а један од најпознатијих робијаша био је Светозар Милетић. У великом здању били су криминалци, а политички "преступници" били су у мањем унутрашњем здању. Он се замерио властодршцима 1870. године, због једног новинског чланка "Дим бан - Раух". Радило се о преској (новинској) парници, а пресуда је била у ствари зликовачка, јер је писац чланка добио неколико година робије. Власти су желеле да униште Српску народну странку, утамњичењем њеног вође новосадског адвоката и градоначелника. Мада је Милетић издржао само годину дана у затвору, јер је био "помилован", тамо је неповратно изгубио здравље, и више се никад није повратио у своје оквире. Милетићев визионарски слободоумни дух је био неповратно угашен, а његова болест (живчана) га је одвојила од политике, и довела до пуког битисања. У вацкој тамници провео је шест година, између 1891—1896. године и Милетићев зет, Јаша Томић, који је убио политичког и личног опонента либерала Мишу Димитријевића, бранећи част своје супруге.
Друштвени летопис српског народа у том месту је интересантан. Помиње се у једном писму извесни Мишко из Ваца 1715. године, у вези са црквено-народним сабором. Тај Мишко Ивановић је био тужен од Николе Кузмановића због утаје свадбеног дара у Вацу 1722. године. Набавио је 1794. године чувену Рајићеву историјску књигу и житељ Вацки, Андреј от Сакмари купец. Бојићеву књигу о славним Србима писцима купили су 1815. године у Вацу, купеци браћа Стефан и Василије Цвијан. Правничка питања изазивају пажњу код неких Срба у Вацу 1823. године. Наручују вредну Ђурковићеву књигу: млади Ефтимије Поповић слушатељ логике, затим купеци - Стефан Цвијан и братија Поповић, Аргентовић и Наум Режа. Чувено Шекспирово дело о љубавницима из Вероне, купили су 1829. године први људи српске општине: поп Атанасије Гоић администратор, Стефан Цвијан купец, Мојсеј Цвијан купец, Василије Цвијан купец, Марко Момировић купечески калфа и Константин Крестић еклисијарх. Павловићев "Српски народни лист" узимао је (1839) један претплатник из места. Поп Гоић је врло пожртвован пренумерант који редовно набавља књиге, и то по неколико наслова годишње. Житије Христа Бога читали су побожни људи у Вацу 1831. године: Јелисавета и Марија Цвијан и Јаков Лазић трговачки калфа. Године 1831. купци српске књиге у Вацу, били су парох Танасије Гојић и још четири тамошња трговца. Поп Гојић је и 1834. године пренумерант, а поред парохије он је и катихета за православце у месном Лицеју. Ту су још месни трговац и епитроп црквени Мојсеј Цвијан, и четири трговца са стране - из Сомбора, Карловаца, Мокрина и Будима. Књигу је набавио пренумерацијом 1836. године Ефрем Јаковљевић парох, и браћа трговци Мојсеј и Василије Цвијан, за своју децу. Књигу позоришну игру, преведену на српски језик узели су 1836. године житељи Ваца: поп Јефрем Јаковљевић администатор храма Св. Николе и катихета, браћа Цвијан купеци, Трифон Јовановић купец те Петар Исаковић. Купац српске књиге из Ваца, био је 1837, 1838. и 1841. године поп Јефрем Јаковљевић администратор парохије. Са њим се редовно јављају посвећеници културе читања из Ваца: Василије Цвијан црквени тутор, Мојсеј Цвијан, Јован Бозда и удовица Елисавета Козак. Сви они су купили књигу кћерки или супрузи; о Вацким српским синовима, нема ни помена.
У 19. веку Вац је привлачио Србе трговце, који су ту посао склапали на вашару. Помињу се 1827. године, пет годишњих вашара у Вацу: 25. фебруар, уочи Ускрса, 2. јула, 16. октобра и недељу дана пред Божић. Између 1831—1841. године, грађанин вацки трговац Васил Цвијан, који је и црквени тутор (1834-1837) купио је претплатом неколико српских књига. Администратор вацке православне парохије био је 1842—1851. године Петар Петровић. Млади Вачанин, Никола Крстић док је слушао филозофију, па права на универзитету у Пешти, био је од школске 1846/1847. целих пет година питомац Текелијанума.
Српски интернат у Пешти, који се налази близу, бочно од главне трговачке градске "Вацке улице", у првој попречној улици, годинама је водио професор и политичар "чика Стева (звани) Вацки" - Стеван Поповић. Пренумерант Вуковог немачко-српског речника био је 1872. године парох вацки Григорије Амиџић. Тражен је 1885. године учитељ у Вацу, као трећи месни и појац црквени, који је држао наставу и појао недељом и празником у тамошњој капели - за затворенике. Услов је био да мора добро говорити три језика: српски, мађарски и румунски. Претплатник званичног митрополијског листа "Српски сион" био је Доситеј Курјаков парох. Расписан је 1896. године стечај за упражњено место "душепопечитеља" (свештеника) у земаљској казниони у Вацу. Наложиле се епархијске власти 1902. године, да се у Вацу исплаћује 1/4 прихода од Леморине фондације, за плату свештеника. Од старе славе и моћи српског живља у Вацу остала је имовина, коју су црквене власти тражиле да се на српско име укњижи и сачува.
Крајем 19. века Вацка православна парохија је била "најмања на свету", јер су је чинили од грађанства само парох и црквењак. Сви остали парохијани су изумрли. По српском извору из 1905. године Вац је парохијска филијана парохије Острогон. У месту има 16.808 становника, од којих су само два Србина који живе у једном дому! По државној статистици у Вацу је било 119 Срба православаца али то су били осуђеници. Касније током 20. века српска православна црква у Вацу то дефинитивно престаје бити јер је уступљена другој верској заједници.

## Партнерски градови
- Гиватаим
- Јервенпе
- Деј ла Бар
- Одорхеју Секујеск
- Донауешинген
- Дубњица на Ваху
- Шахи

## Галерија
- Оштри торањ
- Тријумфална капија у Вацу

## Извори и спољашње везе
- Католичка енциклопедија
- Званични веб-сајт
- Портал вести
- Веб камера (Жута зграда је градска већница)
- Мапа Ваца Архивирано на веб-сајту  (19. јул 2006)
- Машпа околине Ваца Архивирано на веб-сајту  (1. октобар 2007)
- Музеј у Вацу
- Градска библиотека у Вацу
- Фотографије из ваздуха